# Schoenus capillifolius
Schoenus capillifolius är en halvgräsart som beskrevs av David Alan Cooke. Schoenus capillifolius ingår i släktet axagssläktet, och familjen halvgräs. Inga underarter finns listade i Catalogue of Life.